# Коса (језик)
Коса језик (кос. isiXhosa) је један од званичних језика у Јужноафричкој Републици и припада групи банту језика. Према подацима из 2006. године овим језиком говори око 7,8 милиона људи у Јужноафричкој Републици. Ово је матерњи језик етничке групе Коса.
Међународни ISO кодови за овај језик су: xh и xho.